# OpenBabel
OpenBabel ist ein Freie-Software-Projekt, das auf die Schaffung eines plattformübergreifenden Programms samt dazugehöriger Bibliotheken zur Konvertierung chemischer Dateiformate abzielt. Version 2.3.0 kann über 110 Formate aus den Gebieten des Molecular Modelling, der Chemie und verwandter Gebiete lesen, schreiben und konvertieren. Es ist unter der GNU GPL lizenziert und für Microsoft Windows, GNU/Linux und macOS verfügbar. Das Projekt basiert auf der OELib-Chemieinformatik-Bibliothek, die offen weitergeführt wurde. OpenBabel wird in über 40 Projekten verwendet.
Eine Erweiterung erlaubt die fragmentbasierte Strukturvorhersage von Molekülen.
Es ist Teil der Blue Obelisk Initiative.